# Longsleddale
Koordinaten: 54° 28′ 5,3″ N, 2° 48′ 22,2″ W

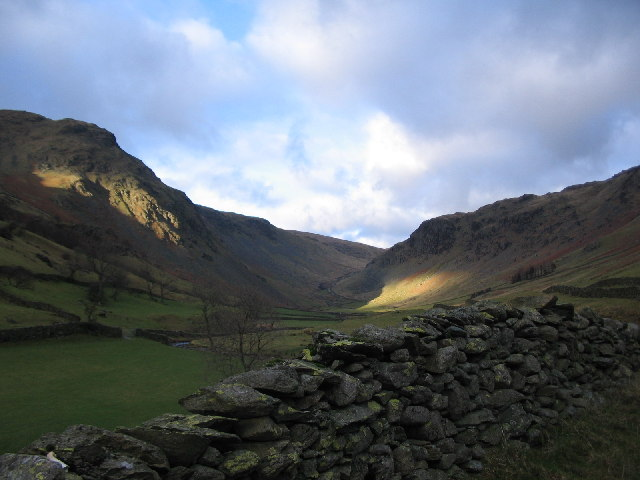
Blick zum Nordende des Longsleddale-Tals

Longsleddale ist ein Tal und eine Civil parish im Lake District, Cumbria, England.
Das Tal verläuft für etwa 6 km in Nord-Süd-Richtung. Am Nordende des Tals liegen der Branstree, der Kentmere Pike und der Tarn Crag. 
Der River Sprint entspringt am Nordende des Tals und fließt durch das Tal bis zu dessen südlichem Ende an der Ansiedlung Garnett Bridge.